# I Am…
Az I Am… az amerikai rapper Nas harmadik stúdióalbuma, amely 1999. április 6-án jelent meg a Columbia Records kiadónál.

## Háttér
Az album voltaképp egy visszatérésnek is tekinthető a lemezek közti hároméves szünet után. A lemezről olyan kislemezeket adtak ki, mint a "Nas Is Like" és a "Hate Me Now".

## Az eredeti album koncepciója
Az album eredetileg egy dupla lemezes kiadásnak készült, aminek I Am… The Autobiography lett volna a címe, de mivel a legtöbb felvétel bootleg-formátumban volt, ezért Nas kénytelen volt ezektől megválni, majd egylemezes kiadásba sűríteni a dalokat. Az I Am… lett az egyik első olyan cím, amely széles körben kiszivárgott MP3-formátumban. Néhány kiszivárgott dal később megjelent a The Lost Tapes című LP-n, 2002-ben. Az eredeti tervek szerint a "Fetus" is szerepelt volna, amely egy életrajzi ihletésű dal, később ez is felkerült a The Lost Tapes-re. Az első meg nem jelentett kiadás majdnem egy évtizeddel később kiszivárgott a P2P weboldalakon.

## Dalok
Az I Am… albumról két kislemez került kiadásra, a "Hate Me Now" és a "Nas Is Like". A "Hate Me Now" dalban Puff Daddy jelent meg közreműködőként, a producerek  D-Moet, Pretty Boy és Trackmasters voltak. A dal felkerült a Billboard Hot 100 listára, a belőle készült ellentmondásos klip rendezője pedig Hype Williams volt. A számban felhasználják Carl Off "Carmina Burana" című művét is. A "Nas Is Like" egyike volt annak a két dalnak az albumon, amelynek producere DJ Premier volt, aki a refrénhez szkreccselve felhasználta Nas "It Ain't Hard To Tell" számának vokális részeit a dalban. A videóklip rendezője Nick Quested volt, a dal még mindig kiemelkedően népszerű underground körökben és folytatta a népszerű Nas/DJ Premier együttműködések listáját.
Az albumon található "We Will Survive" című dal tisztelgés Tupac Shakur és Notorious B.I.G. rapperek előtt. A dalban bírálta néhány kortársát, köztük Jay-Z-t is, aki azt állította magáról, hogy B.I.G. halála utána ő lett New York királya. A dal potenciális ok volt a két rapper között kialakult viszályban.

## Fogadtatás
Az album az első helyen debütált a listákon, az első héten 470 ezer darabot adtak el belőle. Később dupla platina lett az Egyesült Államokban. A mainstream-orientált hangzás ellenére a zenei kritikusok általában pozitív véleményekkel fogadták az albumot.

## Dalok listája
| #  | Cím                                        | Producer(ek)                     | Sample(k)                                        | Hossz |
| -- | ------------------------------------------ | -------------------------------- | ------------------------------------------------ | ----- |
| 1  | "Album Intro"                              |                                  | - "Memory Lane (Sittin' in da Park)" by Nas      | 2:51  |
| 2  | "N.Y. State of Mind Pt. II"                | DJ Premier                       | - "Mahogany" by Eric B. & Rakim                  | 3:36  |
| 3  | "Hate Me Now" (feat. Puff Daddy)           | Pretty Boy, D. Moet, Poke & Tone | - "Carmina Burana" by Carl Orff                  | 4:44  |
| 4  | "Small World"                              | Nashiem Myrick, Carlos Broady    | - "Love to Last Forever" by Zulema               | 4:45  |
| 5  | "Favor for a Favor" (feat. Scarface)       | L.E.S.                           |                                                  | 4:07  |
| 6  | "We Will Survive"                          | Poke & Tone, Jamal Edgerten      | - "This Is It" by Kenny Loggins                  | 5:00  |
| 7  | "Ghetto Prisoners"                         | Dame Grease                      |                                                  | 4:00  |
| 8  | "You Won't See Me Tonight" (feat. Aaliyah) | Timbaland                        |                                                  | 4:22  |
| 9  | "I Want to Talk to You"                    | L.E.S., Alvin West               |                                                  | 4:36  |
| 10 | "Dr. Knockboot"                            | Poke & Tone                      | - "We Got It" by Cam'ron                         | 2:25  |
| 11 | "Life Is What You Make It" (feat. DMX)     | L.E.S.                           | - "Vitroni's Theme - King Is Dead" by Roy Ayers  | 4:04  |
| 12 | "Big Things"                               | Alvin West                       | - "Theme from Mahogany" by Diana Ross            | 3:39  |
| 13 | "Nas Is Like"                              | DJ Premier                       | - "Nobody Beats the Biz" by Biz Markie           | 3:57  |
| 14 | "K-I-SS-I-N-G"                             | L.E.S., Alvin West, R. Kelly     | - "When a Woman's Fed Up" by R. Kelly            | 4:15  |
| 15 | "Money Is My Bitch"                        | Alvin West, Poke & Tone          |                                                  | 4:02  |
| 16 | "Undying Love"                             | L.E.S.                           | - "While My Guitar Gently Weeps" by Kenny Rankin | 4:23  |

## Lista helyezések
Album
| Lista (1999)                          | Helyezés |
| ------------------------------------- | -------- |
| U.S. Billboard 200                    | 1        |
| U.S. Billboard Top R&B/Hip Hop Albums | 1        |
| UK Albums Chart                       | 31       |
| Canadian Albums Chart                 | 2        |

Kislemezek
| Év   | Dal                        | Helyezések        | Helyezések                       | Helyezések      | Helyezések |
| Év   | Dal                        | Billboard Hot 100 | Hot R&B/Hip-Hop Singles & Tracks | Hot Rap Singles |            |
| 1999 | "Nas Is Like..."           | #86               | #30                              | #3              |            |
| 1999 | "Hate Me Now"              | #62               | #18                              | #8              |            |
| 1999 | "You Won't See Me Tonight" | #121              | #44                              | -               |            |
| 1999 | "K-I-SS-I-N-G"             | -                 | #50                              | -               |            |